# Владимирско-Суздалско княжество
Владимирско-Суздалското княжество (също Североизточна Рус) е голямо древноруско феодално княжество, намирало се в Североизточна Русия.
От 10 до средата на 12 век е част от Ростовско-Суздалското княжество в състава на Киевска Рус. Столица на княжеството са последователно градовете Ростов и Суздал. Към средата на 12 век се издига до велико княжество, чиято столица е град Владимир на Клязма (1157). През 1238 г. е опустошено от монголо-татарите. В периода 13-14 век титлата на владимирския велик княз се смята за най-престижната и главна в Североизточна Русия. Земите на Владимиро-Суздалското княжество по-късно влизат в състава на Московското княжество.
От средата на 13 век Владимир е само официална столица на великите князе, като всеки управлява от наследственото си владение. Дмитрий Суздалски е последният велик княз, управлявал от гр. Владимир. През 1362 г. велик княз става Дмитрий Донски, който управлява вече от Москва, както и всички негови наследници след това. Впоследствие до 1432 г. великите московски князе при възкачването си на престола са коронясвани във Владимир.